# アドレス・ダウンタウン・ドバイ
アドレス・ダウンタウン・ドバイ(The Address Downtown Dubai、アラビア語: فندق البحيرة و شقق برج دبي المخدمة)は、 アラブ首長国連邦・ドバイの高層ビル街・ダウンタウン・ドバイ地区に2008年に完成した超高層ビル。

## 概要
高さは306m、63階建てで、全館がホテルと高級アパートからなる。設計はイギリスのアトキンス社。ブルジュ・ハリーファの建設も担当したベルギーのBESIX社が建設した。
ブルジュ・ハリーファ（高さ828m）のあるダウンタウン・ドバイ地区にあり、世界最大のショッピングセンター・ドバイ・モールに並んで建設された。人工湖の「ブルジュ・ドバイ湖」に面している。計画時の名称は、「ブルジュ・ドバイ・レイク・ホテル」。2009年、ドバイ・モールとこのアドレス・ダウンタウン・ドバイの間に、世界最大の噴水である「ドバイ・ファウンテン」が完成した。
2015年12月31日午後9時半頃、20階から出火し、複数階に及ぶ大規模火災となった。この1人が心臓発作で亡くなり、14人が避難の際に負傷した。火災発生当時はブルジュ・ハリーファで新年を祝う花火が打ち上げられることになっており、花火そのものは予定通り行われた。